# Protohistoire

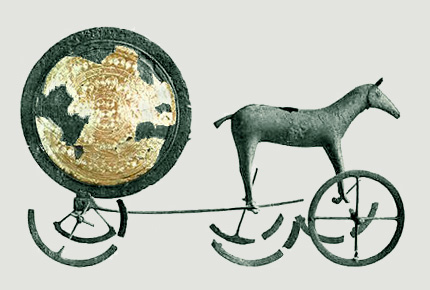
Char solaire de Trundholm, Âge du bronze danois.

La protohistoire est une période de temps intermédiaire entre la Préhistoire et l'Histoire sensu stricto, et dont les limites temporelles précises diffèrent selon les auteurs. Les principales définitions du mot « protohistoire » incluent toujours l'histoire des peuples sans écriture qui sont mentionnés dans les écrits qui leur sont contemporains, tels, en Europe, les nombreux peuples mentionnés par les auteurs antiques, Grecs ou Romains. Les auteurs récents[Qui ?] incluent les âges des métaux (âge du bronze et âge du fer). Les prohistoriens les plus récents[Qui ?] peuvent inclure aussi le Néolithique et couvrir ainsi toute la période de la Préhistoire où les humains vivent de la production agricole, quelles que soient leurs techniques d'outillage.
Par métonymie, le mot peut aussi désigner la « science qui étudie le comportement des hommes et son évolution au cours de cette période », comme c'est le cas pour les mots Préhistoire et Histoire. La protohistoire est donc aussi l’étude respective de l'une ou l'autre de ces périodes.

## Historique
Le terme « protohistoire » est construit avec le mot grec proto, « premier », et le mot « histoire ». Il vise à couvrir une période intermédiaire entre la Préhistoire et l'Histoire. Il apparait à la fin du XIXe siècle sous l'influence de préhistoriens tels que Gabriel de Mortillet. Fin XIXe siècle, le Dictionnaire de la langue française (plus connu sous l'appellation de Littré), définit l'adjectif « protohistorique » d'une manière très large : « qui appartient aux débuts de l'histoire ». Le Littré note que le terme est apparu dans le Journal officiel du 5 avril 1877.

## Premier sens
La protohistoire est l'histoire des peuples sans écriture racontée par des historiens ou chroniqueurs de civilisations qui leur sont contemporaines.
En 2007, Le Petit Larousse définit la protohistoire comme « la période chronologique intermédiaire entre la Préhistoire et l'Histoire, et qui correspond à l'épanouissement de cultures connues indirectement par des textes qui leur sont extérieurs ». En 2020, sur le site de l'Encyclopædia Universalis, Jacques Briard donne sa définition et précise bien que le terme est fluctuant : « La protohistoire est la science qui regroupe l'ensemble des connaissances sur les peuples sans écriture contemporains des premières civilisations historiques […] ».
Si l'Histoire commence avec l'écriture, celle-ci n'apparaît toutefois pas simultanément dans toutes les régions du monde. La notion de protohistoire a donc été introduite initialement pour nommer l'étape au cours de laquelle des peuples ne possèdent pas eux-mêmes l'écriture, mais sont mentionnés par des textes émanant d'autres peuples contemporains. C'est le cas par exemple des Gaulois d'avant la conquête romaine, décrits par des auteurs antiques écrivant en grec ancien ou en latin,.

## Deuxième sens
La protohistoire commence avec l'Âge du bronze et s'achève avec l'apparition de l'écriture.
Parraud (1963) et Graw (1981) la définissent comme la « période de l'histoire, intermédiaire entre la Préhistoire et l'Histoire, qui commence à l'âge des métaux et se termine avec l'apparition de l'écriture (IIIe au Ier millénaire av. J.-C.). ». En 2012, le site du Centre national de ressources textuelles et lexicales (CNRTL) définit la protohistoire comme la « période de l'histoire, intermédiaire entre la préhistoire et l'histoire, qui commence à l'âge des métaux et se termine avec l'apparition de l'écriture (troisième au premier millénaire avant notre ère) (d'après Perraud 1963 et Graw. 1981) ». Le CNRTL donne aussi une définition de la Préhistoire : « Période de l'histoire de l'humanité comprenant l'ensemble des événements antérieurs à l'apparition de l'écriture et à l'emploi des métaux ». Par métonymie, le mot, avec minuscule initiale, peut désigner « la science qui étudie le comportement des hommes et son évolution au cours de cette période », comme c'est le cas pour les mots préhistoire et histoire.
La métallurgie du bronze apparaît en Anatolie plus ou moins à la même époque que l'écriture en Mésopotamie sumérienne, c'est-à-dire à la fin du IVe millénaire av. J.-C., ce qui permet d'aligner grosso modo le début de la protohistoire sur le début de l'Histoire.

## Troisième sens
La protohistoire commence avec le Néolithique et s'achève avec l'apparition de l'écriture.
En 1999-2008, Marcel Otte et, en 2011-2017, Jean Guilaine, définissent la protohistoire comme la « période sans écriture caractérisée par une économie de production. Dans cette acception large, la Protohistoire s'intercale entre le Mésolithique et l'Antiquité, ce qui correspond à la période incluant le Néolithique, l'Âge du bronze et l'Âge du fer (pour les populations sans écriture). »
Pour les membres de ce courant, la protohistoire est la période sans écriture caractérisée par une économie de production, laquelle commence au Néolithique. Dans ce troisième sens, la protohistoire est caractérisée par une structuration croissante de la société (agglomérations, hiérarchisation, pouvoir administratif, commerce, etc.) au cours du Néolithique.
La protohistoire s'intercale dès lors entre :
- d'une part, la Préhistoire qui la précède et qui concerne les populations dont la subsistance est assurée par la cueillette et la chasse : groupes de chasseurs-cueilleurs, pêcheurs, exploitant des ressources naturelles disponibles sans les maitriser. La Préhistoire stricto sensu comprend alors le Paléolithique et le Mésolithique ;
- d'autre part, l'Histoire au sens strict (l'Antiquité pour le bassin méditerranéen et sa très large périphérie) qui lui succède et concerne les populations ayant adopté l'écriture et souvent un pouvoir centralisé.

## Chronologie comparée
Les plus anciens sites agricoles connus apparaissent au Proche-Orient vers 8500 av. J.-C., au Levant, en Anatolie du Sud-Est, et dans les piémonts du Zagros. Par la suite, six à huit foyers indépendants sont apparus sur différents continents,.
En Europe, les agriculteurs venus d'Anatolie se sont étendus vers l'ouest selon deux directions principales : le long du Danube et le long des côtes méditerranéennes.
Les périodes suivantes (âges des métaux : bronze, fer) concernent avant tout l'Eurasie et l'Afrique du Nord.
Le tableau suivant indique les dates d'apparition de l'agriculture, de la métallurgie du bronze puis du fer, et de l'écriture (documents écrits les plus anciens), dans les différentes régions du monde.
Toutes les dates sont avant notre ère (av. J.-C.), sauf mention particulière.
| Foyers néolithiques                                   | Diffusion                   | Agriculture     | Bronze | Fer | Inscriptions                      | Littérature                        | Chroniques |
| ----------------------------------------------------- | --------------------------- | --------------- | ------ | --- | --------------------------------- | ---------------------------------- | ---------- |
| Proche-Orient (Levant + Anatolie du Sud-Est + Zagros) |                             | 9000 / 8000     |        |     |                                   |                                    |            |
| >                                                     | Mésopotamie                 | 7500,           |        |     | (Sumer) 3300                      |                                    | 2500       |
| >                                                     | Anatolie                    | 7000            | 3000   |     | (Hittites) 1650                   |                                    |            |
|                                                       | >> Balkans et monde grec    | 6500            | 2700   |     | (Mycènes) 1450                    | (Grecs) 850 (Homère) 750 (Hésiode) | 700        |
|                                                       | >> Europe du Sud (cardial)  | 6000 / 5000     | 2200   | 800 | (Rome) 600                        |                                    |            |
|                                                       | >> Europe centrale (rubané) | 5500 / 4800     | 2300   | 800 |                                   |                                    |            |
| >                                                     | Égypte                      | 5500            | 2700   |     | 3100                              |                                    |            |
| >                                                     | Maghreb                     | 5000            |        |     | (Libyque) 600/500                 |                                    |            |
| >                                                     | Iran                        |                 |        |     | (Élam) 3300                       |                                    |            |
| >                                                     | Inde                        | (Mehrgarh) 6500 |        |     | (Indus) 2600                      |                                    | 300        |
| >                                                     | Asie centrale               |                 |        |     |                                   |                                    |            |
| Chine                                                 |                             | 6000            | 2200   | 500 | 1200                              |                                    |            |
| >                                                     | Corée                       |                 |        |     |                                   |                                    |            |
| >                                                     | Japon                       | 400             |        |     | 700 de notre ère                  |                                    |            |
| >                                                     | Asie du Sud-Est             |                 |        |     |                                   |                                    |            |
| Nouvelle-Guinée                                       |                             | 7000 / 5000     |        |     |                                   |                                    |            |
| Afrique subsaharienne                                 |                             | 3000 / 1000     |        |     | (Méroïtique) 300/200              |                                    |            |
| Mississippi (bassin)                                  |                             | 2000 / 1000     |        |     |                                   |                                    |            |
| Mexique                                               |                             | 5000 / 3000     |        |     | (Olmèques et Zapotèques) 1200/500 |                                    |            |
| Andes                                                 |                             | 5000 / 3000     |        |     |                                   |                                    |            |
| Amazonie                                              |                             | 3000            |        |     |                                   |                                    |            |